# Alexander Kapp (Mediziner)

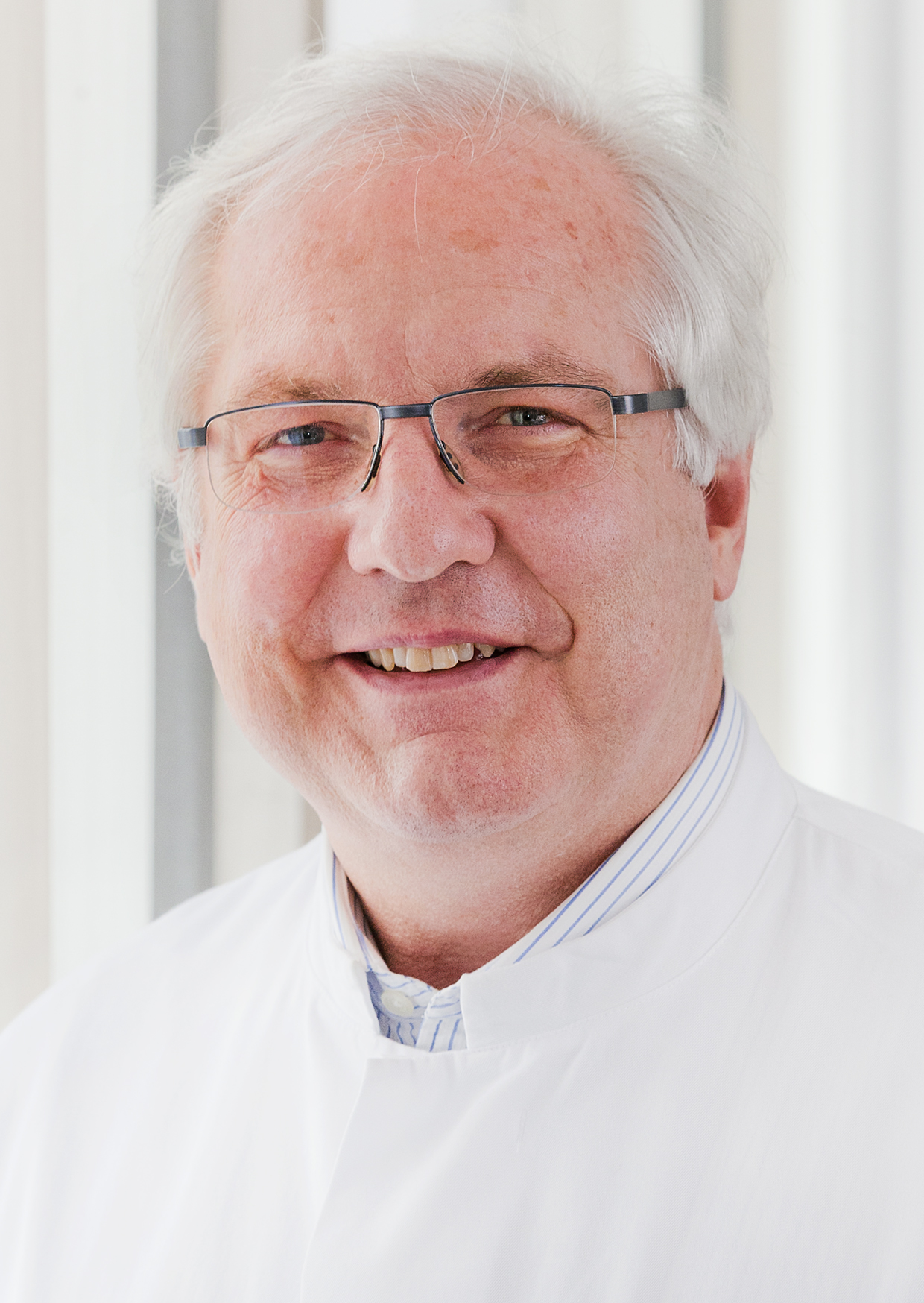
Alexander Kapp

Alexander Kapp (* 28. Februar 1955 in Heidelberg) ist ein deutscher Dermatologe und Allergologe sowie Universitätsprofessor. 
Er war ärztlicher Direktor der Klinik für Dermatologie, Allergologie und Venerologie der Medizinischen Hochschule Hannover. Er ist bekannt für seine wissenschaftlichen Beiträge zur Pathophysiologie entzündlicher Hauterkrankungen (Neurodermitis, Psoriasis) sowie in der Grundlagenforschung zu neuro-immunologischen Interaktionen bei allergischen Entzündungen und der Untersuchung der Rolle von eosinophilen Granulozyten bei diesen Prozessen.

## Leben
Nach dem Abitur am humanistischen Kurfürst-Friedrich-Gymnasium Heidelberg 1973 studierte Kapp, Stipendiat der Studienstiftung des Deutschen Volkes, von 1974 bis 1980 Humanmedizin an der Ruprecht-Karls-Universität Heidelberg. Nach der Promotion über das Thema T-Lymphozytenfunktion bei Neurodermitis atopica folgten Forschungsaufenthalte am Institut für Immunologie der Universität Heidelberg, in der Abt. Experimentelle Dermatologie der Universitäts-Hautklinik Freiburg sowie am Max-Planck-Institut für Immunbiologie und Epigenetik in Freiburg. Nach seiner Facharztausbildung an der Universität Freiburg habilitierte sich Kapp 1988 über das Thema „Zur Aktivierung des oxidativen Stoffwechsels polymorphkerniger neutrophiler Granulozyten durch Zytokine aus Mononukleären Zellen und Epidermalzellen“ und war bis 1994 Oberarzt und zuletzt stellvertretender ärztlicher Direktor der Universitäts-Hautklinik Freiburg. Von 1990 bis 1994 war er zudem Leiter des von ihm aufgebauten Funktionsbereichs „Allergologie und Immundiagnostik“ der Universitäts-Hautklinik Freiburg. Von 1994 bis 2022 war Kapp Lehrstuhlinhaber und ärztlicher Direktor der Klinik für Dermatologie, Allergologie und Venerologie der Medizinischen Hochschule Hannover. Alexander Kapp ist ein Bruder des Indologen und Sprachwissenschaftlers Dieter B. Kapp.

## Wissenschaftlicher Beitrag
Kapp beschäftigte sich intensiv mit der In-vitro-Allergiediagnostik der allergischen Entzündung. Sein klinischer Schwerpunkt liegt in der Erforschung der pathophysiologischen Grundlagen entzündlicher Hauterkrankungen, insbesondere der atopischen Dermatitis/Neurodermitis. In der Allergologie liegt sein Forschungsinteresse bei Insektengiftallergien und der allergischen Rhinitis, hier vor allem bei der spezifischen Immuntherapie dieser Krankheitsbilder. Ein weiterer Schwerpunkt von Kapp ist die Diagnostik und Therapie der chronischen Urticaria (Nesselsucht). Auch die Genetik, Diagnostik und Therapie maligner Hauttumoren zählen zu seinen wissenschaftlichen Interessen. Zudem ist Kapp wesentlich an der Erstellung nationaler und europäischer Leitlinien zu allergologischen Themen beteiligt. Er war Prüfarzt in zahlreichen klinischen Studien und Studienleiter von nationalen und europäischen Multi-Center-Studien im Fachgebiet Dermatologie und Allergologie.  Weiterhin wirkte er als Koordinator zahlreicher in vitro-Studien auf dem Gebiet der Entzündungsforschung und Allergologie.

## Auszeichnungen
- 1993 Herbert-Herxheimer-Förderpreis der Deutschen Gesellschaft für Allergologie und klinische Immunologie (DGAKI) (zusammen mit W. Czech, J. Krutmann, A. Budnik und E. Schöpf)
- 1996 Herbert-Herxheimer-Gedächtnispreis der Deutschen Gesellschaft für Allergie und Immunitätsforschung (zusammen mit T. Werfel, M. Hentschel und H. Renz)[12]
- 1999 Herbert-Herxheimer-Gedächtnispreis der Deutschen Gesellschaft für Allergie und Immunitätsforschung (zusammen mit B. Wedi, U. Raap und H. Lewrick)
- 2013 Erich-Fuchs-Preis des Ärzteverbandes Deutscher Allergologen e.V. für Kapps außerordentlichen Verdienste im Bereich der Allergologie und der Klinischen Immunologie und Dermatologie.[13]

## Publikationen
- Publikationen PubMed
- Publikationsliste ResearchGate